# Samsara (album Czan)
Samsara – pierwszy i jedyny album grupy Czan, założonej przez Ryszarda Tymona Tymańskiego. Płyta była nagrywana w podziemiach klubu Mózg w 1998 roku, część partii wokalnych i miksy powstały we wrocławskim Tuba Studio. Płyta otrzymała nominację do nagrody Fryderyka 1999 w kategorii "Muzyka alternatywna".

## Lista utworów
1. "Karol"
2. "Miłość"
3. "On Attachment"
4. "Śmierć/Faza"
5. "Śmierć przychodzi co dzień"
6. "Piosenka dla Marty"
7. "The Practice"
8. "Mieszczuch"
9. "Samsara"
10. "Mistrz pijany"
11. "It's Not For Real"
12. "Płonący dom"
13. "Kobiety-niestety"
14. "The Identity of Relative and Absolute"

## Twórcy
Zespół Czan w składzie:
- Ryszard Tymon Tymański – głos
- Tomasz Gwinciński – gitara
- Tomasz "Święty" Hesse – gitara basowa
- Przemysław "Pyza" Momot – perkusja